# Deichschloss
Ein Deichschloss ist eine deichartige Einfassung einer binnendeichs gelegenen Niederung, in der Qualmwasser austritt.